# Нетеча, Иван Михайлович
Иван Михайлович Нетеча (род. 20 октября 1947 (официально — 1 января 1948) в Бедриковцах) — советский и украинский хормейстер, педагог, основатель и директор первой на Подолье детской хоровой школы (со 2 января 1992 года).

## Биография
В 1972 году окончил хоровой отдел Каменец-Подольского культурно-просветительного училища (ныне Каменец-Подольское училище культуры), в 1976 году — музыкально-педагогический факультет Каменец-Подольского педагогического института (ныне Каменец-Подольский национальный университет).
В 1969—1972 годах — учитель музыки восьмилетней школы (село Новосёлка (Городокский район)) и художественный руководитель, а затем директор Дома культуры (село Бедриковцы).
В 1976—1992 годах работал учителем музыки средних школ Каменца-Подольского. Организовал детские хоровые коллективы «Ровесник» (1981) и «Журавлик» (1986). Капелла «Журавлик» — лауреат многих национальных и международных фестивалей и конкурсов. В 1990 году ей присвоено звание «Народный самодеятельный коллектив».
Капелла представила хоровое искусство Украины в Болгарии (1989), Польше (1990, 1997, 1999, 2002), Литве (1993), Испании (2000, 2002), Германии (1996).
Среди воспитанников Нетечи — заслуженная артистка Украины Марина Одольская.
В 1992 году назначен директором Каменец-Подольской детской хоровой школы — первой на Подолье и третьей на Украине.

## Общественная деятельность
Член совета директоров художественных школ Хмельницкой области, президиума Хмельницкого областного регионального отделения Музыкального союза Украины, Всеукраинского клуба «Тоника», совета Украинского мирового профсоюза учителей, Ассоциации деятелей эстрадного искусства Украины, общественной организации «Партия возрождения Каменца-Подольского».
Автор пособия «Практические приёмы воспитания вокальных умений и навыков в процессе обучения детей хоровому пению». Член группы преподавателей хорового класса Украины, которые работают над созданием учебных программ для детских хоровых школ.

## Награды и отличия
Награждён медалью «За трудовое отличие» (1986), отличием Каменец-Подольского городского совета «Честь и слава» (2000), многими почётными дипломами и грамотами (в частности, Германии и Польши). Учитель-методист (1986), отличник народного образования (1988).
Лауреат Всеукраинской программы «Лидеры регионов» (2002) в области музыкального искусства. Лауреат Черниговской областной премии имени Владислава Зарембы.